# チェリーフィルター
チェリーフィルター（Cherry Filter、체리필터）は韓国の4人組バンド。1997年に結成された。音楽性はロック、ポップスなど。

## メンバー
- ユージーン（Youjeen、本名:チョ・ユジン 조유진）（メインボーカル）
- チョン・ウジン（정우진）（リーダー、ギター）
- ヨン・ユングン（연윤근）（ベース）
- ソンスター（Sonstar、本名:ソン・サンヒョク 손상혁）（ドラム、ラップ）

## ディスコグラフィー

### アルバム
- 1集 HEAD-UP （2000年 4月 14日）
- 2集 Made in Korea （2002年 8月 13日）
- 3集 The Third Eye （2003年 9月 3日）
- 4集 Peace 'N' Rock 'N' Roll （2006年 8月 22日）
- 5集 Rocksteric （2009年 8月 27日）

### デジタルシングル
- 1集 Rolling Heart （2008年 7月 23日）
- 2集  Orange Road （2008年 7月 25日）
- 3集  안드로메다(アンドロメダ)  (2014年 6月 11日)

### その他
- Rewind （2007年 9月 17日） リメイクアルバム
- Bewitch（日本で販売）（2002年）